# Kirkmadrine Early Christian Stones

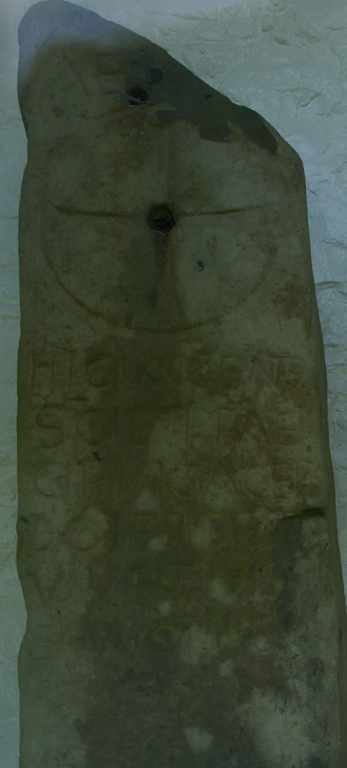
Bovenste deel van de oudste steen van Kirkmadrine, stammende uit de vijfde eeuw.

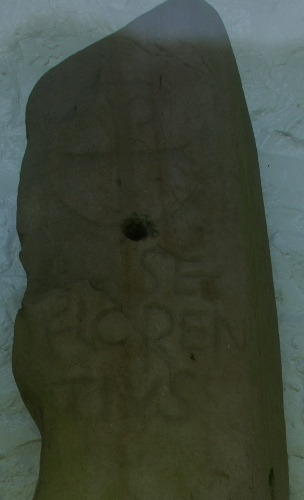
Bovenste deel van de Florentius Stone, stammende uit het einde van de vijfde eeuw.

De Kirkmadrine Early Christian Stones zijn een verzameling van vroeg christelijke grafstenen die gevonden zijn in Kirkmadrine, 3,2 kilometer ten westen van Sandhead aan de A716 in de Schotse regio Dumfries and Galloway. De oudste stenen stammen uit de vijfde eeuw en behoren tot de oudste christelijke stenen gevonden in Groot-Brittannië.

## Beschrijving
Tot de vroeg christelijke grafstenen van Kirkmadrine behoren drie van de vroegste christelijke grafstenen van Groot-Brittannië. Deze stenen dateren van de vijfde of vroege zesde eeuw. De stenen zijn tentoongesteld in het portaal van de voormalige kapel van Kirkmadrine. De oudste steen is de Latinus Stone die zich in het museum van Whithorn Priory bevindt.
In 1872 ontdekte de archeoloog Sir Arthur Mitchell de eerste twee Kirkmadrine grafstenen, die samen als de twee stenen van een poort werden gebruikt. Het bestaan van een derde steen was bekend, hoewel de steen toen niet kon worden gevonden; dat gebeurde pas in 1916.

### Kirkmadrine I
De grafsteen Kirkmadrine I is bovenaan gemarkeerd met een Chi-Rho-symbool in een cirkel. Eronder staat "A ET ..", verwijzende naar Alpha et Omega (het begin en het einde). Deze grafsteen stamt uit de vijfde eeuw en de oudste steen van de Kirkmadrine stenen.
De inscriptie luidt:
A ET ..

HIC IACENT
S C I ET PRAE
CIPVI SACER
DOTES IDES
VIVENTIVS
ET MAVORIVS
Vrij vertaald: Hier liggen de heilige en excellente priesters Ides, Viventius en Mavorius.. Wellicht moet priester in dit geval gezien worden als bisschop.

### Kirkmadrine II
Kirkmadrine II, ook wel de Florentius Stone genoemd, is de op een na oudste grafsteen van Kirkmadrine en stamt uit de late vijfde eeuw. Deze grafsteen is gemaakt van lokale zandsteen. Bovenaan de steen is het vroeg christelijk symbool Chi-Rho afgebeeld in een cirkel. Eronder staat een inscriptie in het Latijn.
De tekst luidt:
...S ET
FLOREN
TIUS
Vrij vertaald: ..s en Florentius.

### Kirkmadrine III
De grafsteen Kirkmadrine III stond bekend als de Lost stone of Kirkmadrine (de verloren steen van Kirkmadrine) en werd pas in 1916 teruggevonden. De steen is bovenaan gemarkeerd met een Chi-Rho-symbool in een cirkel.
De inscriptie luidt:
INITIUM
ET FINIS
Vrij vertaald: Het begin en het einde..

### Overige stenen
De overige stenen dateren uit de achtste tot de twaalfde eeuw.

## Beheer
De Kirkmadrine Early Christian Stones worden beheerd door Historic Scotland en zijn vrij te bezichtigen.